# Myrmedonota lewisi
Myrmedonota lewisi  (лат.) — вид жуков-стафилинид из трибы Lomechusini (Myrmedonota, Aleocharinae). Индиана, США. Мелкие коротконадкрылые жуки черновато-коричневого цвета, длина тела 2,3—2,6 мм. Голова, 1—3 членики усиков, края надкрылий желтовато-коричневые. От других видов отличается 5 макросетами по боковым краям пронотуме. Ширина головы (HW) — 0,48—0,50 мм; длина глаз (EL) — 0,175—0,181; длина усиков (AL) — 0.88—0.99; длина пронотума (PL) — 0.35—0.40; ширина пронотума (PW) — 0.56—0.61; ширина надкрылий (ELW) — 0,68—0,76; длина задней голени (HTL) — 0,51—0,56 мм. Голова субокруглая, шея отсутствует, затылочный шов полный. Поверхность тела мелкопунктированная. 11-члениковые усики с увеличенными последними сегментами (булавовидные). Первый сегмент нижнегубных щупиков длиннее второго. Передние лапки 4-члениковые, а лапки средних и задних ног состоят из 5 сегментов (формула лапок: 4-5-5). Найдены в пещере. Предположительно (как и другие близкие виды) мирмекофилы. Видовое название дано в честь собравшего типовую серию Джерри Льюиса (Jerry Lewis).